# 张文 (1887年)

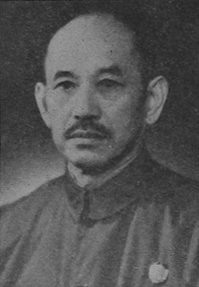
張文近照

张文（1887年5月7日—1960年11月），原名芹元，字香池，广东梅县人，中华民国军事将领。

## 生平
张文早年曾就读于介文学校、潮州韩山师范学校，毕业后任教于介文学校。此后前往广东陆军讲武堂学习，旋考入保定陆军军官学校。期间加入同盟会，并任同盟会保定支部军事部长。1911年武昌起义后，任粤军总司令姚雨平部参谋长。后前往陆军大学深造，毕业后出任陆军部编译处副处长。1926年起，历任国民革命军总部参事、李济深部驻韶关第八路军总指挥部副参谋长、石井兵工厂厂长、北路军总指挥部参谋长等。1929年在救援被蒋介石软禁的李济深失败后，前往香港。1933年参与福建事变，就任中华共和国人民革命政府参谋团参谋长。闽变失败后再度前往香港，并参与成立了中华民族革命大同盟。1936年任广东非常会议天津办事处主任。
抗日战争期间，历任张发奎顾问、余汉谋顾问、粤闵边区总司令香翰屏部参谋长、桂林行营参议等职。1941年参与成立了中国民主政团同盟，成为民盟桂林核心小组成员。1942年返回故乡梅县，并与中共取得联系。1945年当选民盟东南干部筹备委员会会议副主任委员。抗战结束后在香港成立民盟南方总支部并任副主任委员。1946年任民盟广东省支部主任委员。1948年当选中国国民党革命委员会中央常委兼团结委员。
中华人民共和国成立后，曾任民盟广东省委主任委员、广东省政协副主席、广东省人民政府副主席等。1960年在广州逝世。